# Championnats d'Europe de biathlon 2011
Navigation
Édition précédente Édition suivante
Les championnats d'Europe de biathlon 2011, dix-huitième édition des championnats d'Europe de biathlon, ont lieu du 18 au 27 février 2011 à Ridnaun-Val Ridanna, en Italie.

## Résultats et podiums

### Moins de 26 ans

#### Hommes
| Épreuve           | Or                                                                 | Argent                                                                            | Bronze                                                                                |
| ----------------- | ------------------------------------------------------------------ | --------------------------------------------------------------------------------- | ------------------------------------------------------------------------------------- |
| 10 km sprint      | Tobias Eberhard                                                    | Aleksey Volkov                                                                    | Lukas Hofer                                                                           |
| 12.5 km poursuite | Aleksey Volkov                                                     | Krasimir Anev                                                                     | Jean-Guillaume Béatrix                                                                |
| 20 km individuel  | Artem Pryma                                                        | Evgeny Ustyugov                                                                   | Krasimir Anev                                                                         |
| Relais            | Allemagne- Robin Kiel - Benedikt Doll - Florian Graf - Erik Lesser | Russie- Nikolaï Yakoshov - Viacheslav Akimov - Timofey Lapshin - Victor Vassiliev | Biélorussie- Vladimir Alenishko - Vladimir Chepelin - Maksim Yeliseyeu - Yuryi Liadov |

#### Femmes
| Épreuve          | Or                                                                          | Argent                                                                          | Bronze                                                                          |
| ---------------- | --------------------------------------------------------------------------- | ------------------------------------------------------------------------------- | ------------------------------------------------------------------------------- |
| 7.5 km Sprint    | Juliane Döll                                                                | Gabriela Soukalová                                                              | Marine Bolliet                                                                  |
| 10 km Poursuite  | Juliane Döll                                                                | Marine Bolliet                                                                  | Nadine Horchler                                                                 |
| 15 km individuel | Juliane Döll                                                                | Olena Pidhrushna                                                                | Ekaterina Glazyrina                                                             |
| Relais           | Ukraine- Olena Pidhrushna - Vita Semerenko - Juliya Dzhyma - Valj Semerenko | Italie- Dorothea Wierer - Roberta Fiandino - Michela Andreola - Karin Oberhofer | Allemagne- Franziska Hildebrand - Susann König - Nadine Horchler - Juliane Döll |